# 張錦鴻

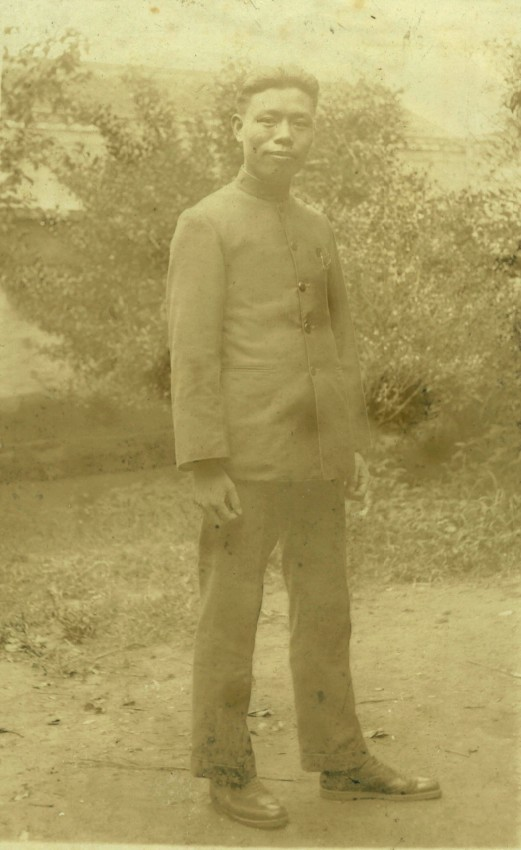
1927年，張錦鴻擔任江蘇省立第四師範學校附屬小學教師時留影

張錦鴻（1908年7月3日—2002年4月4日），音樂理論家、音樂教育家。江蘇高郵人。

## 生平
清光緒34年出生於書香家庭，少時隨父研讀論語、孟子、史記、古文觀止等，父親張維忠為高郵縣致用書院國文及圖畫教師。張錦鴻從小愛好音樂，無師自通。六歲入私塾，七歲入小學，先後就讀於高郵縣立第一小學、江蘇省立第四師範學校（原江蘇省立南京中學）。
民國18年考入国立中央大学教育學院音樂系，曾師從唐學詠、史達士（Dr. A. Strassel）、史勃曼夫人（Mrs. Frau Spemann）、韋爾克夫人（Mrs. Frau Wilk）、馬思聰、喻宜萱等人。民國22年音樂系畢業後，任江蘇省立無錫師範學校（現改為無錫高等師範學校）音樂教師，27年抗戰時任國立四川中學高中部音樂教師，隔年任中央訓練團教育委員會教官，29年在成都任中國空軍幼年學校音樂主任教官，32年在重慶任中大音樂系講師。抗戰勝利後，民國35在位於南京的陸軍軍樂學校任教官兼教務組長，37年任上海特勤學校專修班教授兼系主任。
民國38年遷臺，任教於臺灣省立師範學院（後改為國立臺灣師範大學），曾任臺灣師大音樂系主任，並曾在國防部政戰學校和私立中國文化學院（後改為中國文化大學）音樂系兼教。
1976年張錦鴻退休後移居美國，2002年在加州洛杉磯逝世。

## 家庭
張錦鴻於民國23年與鄧光夏在江蘇無錫結婚，鄧光夏是畢業於無錫美術專科學校的女畫家，婚後育有一子一女，長子張自達生於民國25年，幼女張樸英生於民國26年。

## 著作
- 《怎樣教音樂》
- 《國民歌音樂的分析》
- 《音樂科教學研究與實習》
- 《基礎樂理》
- 《和聲學》
- 《作曲法》

## 創作歌曲
創作歌曲近百首。
- 《陽關三疊》
- 《救國團團歌》
- 《我懷念媽媽》
- 《倦歸》
- 《臺灣民歌》
- 《中華進行曲》
- 臺北市立明倫高級中學校歌
- 臺北市立士林高級商業職業學校校歌
- 國立臺灣體育運動大學校歌
- 國立中壢高中校歌
- 豐原高中校歌

## 外部連結
- 張錦鴻- 文化部國家文化資料庫 （页面存档备份，存于）
- 臺灣音樂群像資料庫 張錦鴻 （页面存档备份，存于）